# Волинський національний університет імені Лесі Українки
Волинський національний університе́т і́мені Ле́сі Украї́нки — державний вищий навчальний заклад IV рівня акредитації у місті Луцьк, Україна. Заснований у 1940 році, впродовж історії змінював назви: Луцький державний учительський інститут, Луцький державний педагогічний інститут; у статусі університету мав назви Волинського державного, Волинського національного і Східноєвропейського національного. З 2020 року повернув назву Волинський національний університет. Названий на честь письменниці Лесі Українки.

## Історія

### Хронологія розвитку
Свою історію навчальний заклад почав від 1940 року, коли було утворено Луцький державний учительський інститут. На перший курс було зараховано 135 студентів. Навчальний процес вели 50 викладачів. Функціонували чотири відділи: філологічний із українським і російським відділеннями, фізико-математичний, природничо-географічний, і заочний. Навчально-матеріальна база інституту була слабкою: йому виділили приміщення колишнього сирітського будинку, збудованого 1929 року на околиці Луцька (нині тут школа-інтернат), не вистачало обладнання, літератури. Важко було з викладацькими кадрами. Проте поступово облаштовувалися навчальні кабінети, лабораторії, комплектувався фонд бібліотеки. Велику допомогу в цьому надав Полтавський педагогічний інститут. Першим директором інституту було призначено Івана Сокура.
Діяльність навчального закладу, перервану Другою світовою війною, було поновлено 1946 року. У вересні 1951 року на базі учительського інституту було створено Луцький державний педагогічний інститут, якому через рік присвоїли ім'я Лесі Українки. На той час заклад мав всього два факультети: історико-філологічний та фізико-математичний. Впродовж 1970-80-х років добудовувалися додаткові корпуси.
1991 року будівлю обласного комітету КПРС було передано університету і вона стала його головним корпусом. На початку 1990-х років в інституті функціонувало 9 факультетів. 16 липня 1993 року Президент України Леонід Кравчук підписав указ про створення на базі Луцького державного педагогічного інституту імені Лесі Українки Волинського державного університету, залишивши йому ім'я Лесі Українки.
26 вересня 2007 року Указом Президента України Віктора Ющенка ВДУ ім. Лесі Українки присвоєно статус національного. В указі зазначено: «Враховуючи загальнодержавне і міжнародне визнання результатів діяльності Волинського державного університету імені Лесі Українки і його визначний внесок у розвиток національної освіти і науки, постановляю: надати ВДУ імені Лесі України статус національного і надалі іменувати Волинський національний університет імені Лесі Українки».
4 липня 2012 року Волинський національний університет імені Лесі Українки на пропозицію Міністерства освіти і науки, молоді та спорту і Волинської облдержадміністрації перейменований у Східноєвропейський національний університет імені Лесі Українки.
У серпні 2016 року було ухвалено рішення про приведення назв структурних підрозділів університету до вимог Закону України «Про вищу освіту». Згідно з ухвалою інститути було перейменовано на факультети, змінено назви багатьох кафедр.
На конференції трудового колективу університету в червні 2020 року було ухвалено повернути закладу колишню назву Волинського державного університету імені Лесі Українки. Офіційно назва змінилася 25 серпня 2020 року, а на створення нового логотипу було оголошено конкурс. Відповідно 6 листопада головний корпус університету змінив вивіску, складену з металевих літер.

### Ректори
- Сокур Іван Тарасович (1940—1941)
- Білий Іван Онисимович (1946—1952)
- Бабляк Микола Матвійович (1952—1955)
- Денисовець Павло Мусійович (1955—1957)
- Цимбалюк Дмитро Микитович (1957—1976)
- Касьяненко Михайло Данилович (1976—1980)
- Бурчак Нестор Володимирович (1980—1989)
- Заброварний Богдан Йосипович (1989—1993)
- Свідзинський Анатолій Вадимович (1993—1995)
- Олексеюк Іван Дмитрович (1995—2005)
- Коцан Ігор Ярославович (2005—2020)
- Цьось Анатолій Васильович (з 2020)

## Структура університету

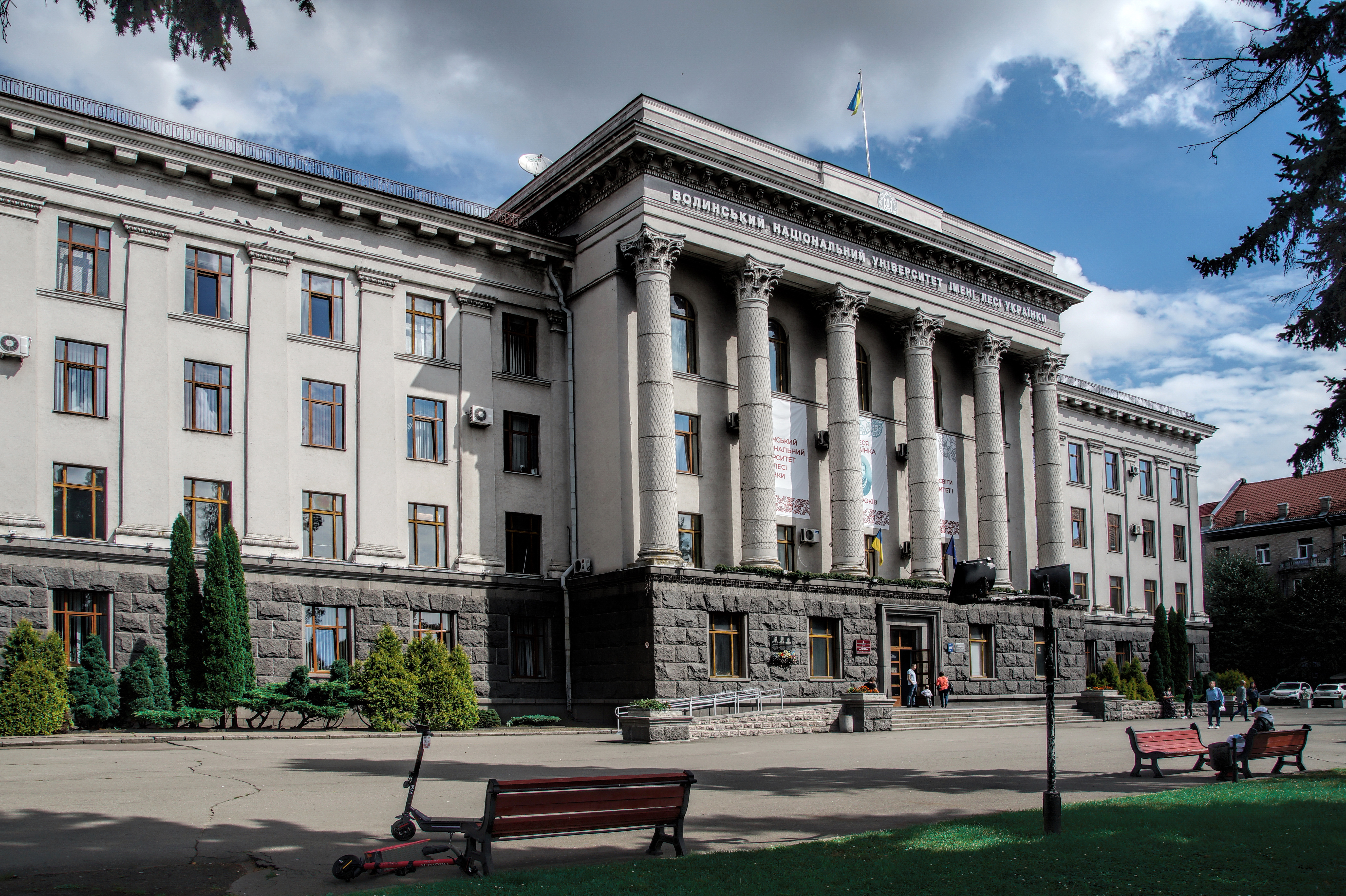
Головний корпус університету

### Загальна характеристика
У структурі Волинського національного університету функціонує 14 факультетів. Налічується понад 770 штатних працівників, навчається понад 9 тисяч студентів і слухачів.
Університет має 9 навчальних корпусів, 5 гуртожитків, бібліотеку (фонди понад 400 тисяч видань), 5 музеїв (Музей Лесі Українки, Музей історії Університету, Музей археології, Геологічний музей, Музей етнографії), санаторій-профілакторій та студентську поліклініку, спорткомплекс та стадіон, базу практик і табір «Гарт» (розташований біля озера Світязь). У віданні університету перебуває Луцький ботанічний сад.

### Корпуси
Корпус А. Будівля головного корпусу університету споруджена 1958 року для обкому комуністичної партії та облвиконкому у стилі класицизму. 1991 року приміщення передано Луцькому державному педагогічному інституту імені Лесі Українки. В приміщені корпусу A функціонують адміністрація університету, актова та конференц-зали, факультет іноземної філології і міжнародних відносин, приміщення кафедр суспільствознавчих дисциплін, геологічний музей. Знаходиться на просп. Волі, 13.
Корпус B. Приміщення корпусу споруджене для державної гімназії імені Тадеуша Костюшка 1931 року у стилі функціоналізму. 1946 року споруду передано учительському інституту, а в 1960-х роках будівлю реконструйовано: змінено фасад і добудовано аудиторії, спортивний та актовий зали. У корпусі функціонують: факультет педагогічної освіти та соціальної роботи, факультет фізичної культури, спорту та здоров'я, музей історії університету, центр культури і дозвілля. Знаходиться на вул. Винниченка, 30.
Корпус C. Об'єднує аудиторний і навчально-лабораторний корпуси, споруджені у 1983—1984 роках. Функціонують хімічний факультет, біологічний факультет, факультет інформаційних систем, фізики та математики, факультет психології та соціології, науково-дослідний інститут Лесі Українки, музей Лесі Українки. Знаходиться на вул. Потапова, 9.
Корпус D. Збудований у 1970-х роках як будинок політосвіти, 1991 року його передано університету як навчальний корпус. Функціонують факультет історії, політології та національної безпеки, музей етнографії Волині та Полісся, спеціалізована бібліотека. Знаходиться на вул. Шопена, 24.
Корпус E. Будівлю споруджено 1979 року, має спортивні зали, навчальні приміщення Факультету фізичної культури, спорту і здоров'я, масажний кабінет. Знаходиться на просп. Грушевського, 2б.
Корпус F. У корпусі розміщено більшість приміщень факультету культури і мистецтв, актову залу й кілька виставкових, бібліотеку, студію звукозапису. Стіни корпусу прикрашені роботами студентів і випускників інституту. Знаходиться на вул. Ковельській, 15.
Корпус G. Будівля корпусу споруджена в 1970-х роках як студентський гуртожиток, переобладнаний у навчальний корпус. Функціонують факультет економіки та управління, діє інститут Польщі, створений для надання інформації про гранти, конференції тощо в Польщі. Знаходиться на вул. Винниченка, 28.
Корпус H. Будівництво корпусу H розпочате 1989 року, завершене 2001-го. В корпусі функціонують факультет філології та журналістики, університетська бібліотека, кілька конференц-залів, студентська радіостудія, центр кар'єри, центри коворкінгу. Знаходиться на вул. Винниченка, 30а.

### Факультети
Станом на 2020 рік у структурі університету функціонують:
- Факультет фізичної культури, спорту та здоров'я
- Факультет культури і мистецтв
- Факультет педагогічної освіти та соціальної роботи
- Факультет економіки та управління
- Факультет іноземної філології
- Факультет філології та журналістики
- Факультет психології та соціології
- Факультет історії, політології та національної безпеки
- Хімічний факультет
- Біологічний факультет
- Факультет інформаційних систем, фізики та математики
- Юридичний факультет
- Факультет міжнародних відносин
- Географічний факультет

А також:
- Навчально-науковий центр післядипломної освіти
- Підготовче відділення
- Фаховий коледж технологій, бізнесу та права Волинського національного університету імені Лесі Українки

### Інше
На базі СНУ функціонує Волинське відділення Малої Академії наук України. За кількістю лауреатів Всеукраїнського конкурсу-захисту наукових робіт це відділення утримує найкращі показники серед обласних відділень МАН України.
Університецька бібліотека спрямована на покращення організаційного забезпечення користувачів: студентів, працівників СНУ. Нині тут функціонує локальна мережа, яка об'єднує чимало комп'ютерів, автоматизовано робочі місця і створено базу даних на фонд дипломних робіт. Бібліотека надає користувачам безкоштовний доступ до всесвітньої мережі Інтернет.
Лікувально-реабіталіційний центр СНУ імені Лесі Українки почав свою роботу 2003 року. У його складі функціонують бальнеологічне відділення, фізіотерапевтичні кабінети, зал лікувальної фізкультури та кабінет гідроколонотерапії. На базі центру працює лабораторія інформаційної фізіології кафедри фізіології людини і тварин біологічного факультету. Метою роботи лабораторії і центру є оздоровлення та профілактика захворювань у працівників і студентів ВДУ. Центр оснащений найсучаснішою технікою, тут працюють кваліфіковані лікарі, що дозволяє підтримувати високий рівень обслуговування.
На філологічному факультеті успішно діє студентський клуб «Прометей», який пропагандує загальнолітературні, культурні цінності та проводить профорієнтаційну роботу серед молоді щодо вступу на філологічні спеціальності. Політологічний клуб вже понад два роки функціонує на історичному факультеті як одна з форм студентського самоврядування. Робота клубу проводиться у формі диспутів, круглих столів, конференцій. Діяльність волонтерського клубу «За покликом серця», створеного 1999 року викладачами й студентами факультету, спрямована на розвиток соціальних інститутів, допомогу знедоленим та соціально вразливим категоріям населення, особливо неповнолітнім і молоді.
Юридична клініка «Ad Astra» СНУ імені Лесі Українки — студентська правова організація, яка одночасно вирішує кілька завдань: запроваджує елементи практичної роботи у навчанні, створює адресну технічну та інформаційну базу (правову бібліотеку) надає правові послуги населенню Волині.
У театрі-студії СНУ імені Лесі Українки молоді учасники опановують акторську майстерність. «Синій птах», зокрема, неодноразово брав участь у всеукраїнських і міжнародних фестивалях, у його доробку композиції за творами Лесі Українки, вистави за мотивами п'єс місцевих авторів.
Журналістська студія «Майстерня публіциста» готує студентів університету, які планують пов'язати свою долю з роботою в засобах масової інформації. Учасники студії публікують свої доробки в обласних та загальнодержавних періодичних виданнях, мають змогу стажуватися в редакціях провідних газет та журналів.
Створений у 2001—2002 роках Музей історії Волинського національного університету імені Лесі Українки дає можливість показати еволюцію закладу від часу його створення 1946 року учительського інституту — першого вищого навчального закладу на Волині — до нині діючого класичного університету. Гордістю СНУ є Музей Лесі Українки. У чималій залі розміщено понад тисячу рідкісних експонатів, зібраних не одним поколінням викладачів і студентів. Музей спортивної слави було створено 1994 року на честь 25-річчя факультету фізичного виховання. Кубки та медалі, грамоти і дипломи — все це відображає здобутки спортсменів, серед яких чимало учасників Олімпіад, чемпіонів світу та Європи, призерів і переможців Спартакіад із різних видів спорту. На базі історичного факультету функціонують Музей археології та Кабінет-музей етнографії Волині й Полісся. В цьому музеї, що був відкритий 1977 року, знайшла відображення стародавня історія Волинського краю, тут представлені експонати багатьох епох від кам'яної доби до пізнього середньовіччя. В експозиції музею етнографії — понад 400 експонатів: знаряддя праці та інші предмети побуту.
Діє в університеті і первинна профспілкова організація студентів — добровільна неприбуткова громадська організація, яка об'єднує студентів СНУ. Метою діяльності студентської профспілки є представництво, здійснення та захист трудових, соціально-економічних прав та інтересів своїх членів. Профспілка захищає право членів профспілки на навчання; представляє права та інтереси студентів у відносинах з керівництвом вузу, в разі потреби організовує та проводить мітинги, походи і демонстрації, організовує культурно-просвітницьку роботу серед членів профспілки; організовує оздоровлення та відпочинок членів профспілки.
Щороку студенти публікують понад 100 своїх наукових праць у фахових виданнях. Наукові здобутки викладачі публікують в університетських часописах «Науковий вісник СНУ», «Психологічні перспективи», «Літопис Волині», «Актуальні питання іноземної філології [Архівовано 4 квітня 2017 у Wayback Machine.]», «East European Journal of Psycholinguistics [Архівовано 11 квітня 2021 у Wayback Machine.]». Регулярно виходить газета «Наш університет».

## Нагороди і репутація
Як ВНУ імені Лесі Українки, університет був удостоєний почесного звання «Лідер сучасної освіти» за результатами Х Міжнародної виставки навчальних закладів «Сучасна освіта в Україні — 2007» та нагороджений бронзовою медаллю в номінації «Модернізація вищої освіти в контексті вимог Болонської конвенції», за розробку і впровадження у навчально-виховний процес інноваційних освітніх технологій відзначений дипломом виставки «Інноваційні технології навчання — 2007». Університет — переможець у номінації «Міжнародна співпраця в галузі освіти і науки» Міжнародної виставки «Освіта і кар'єра — День студента» (2008 рік).
На думку студентів, опитаних у 2014 році, в СНУ досить високий рівень освітніх послуг, проте існувала проблема корупції. Розслідування Громадського телебачення 2019 року встановило, що потребує оновлення матеріально-технічна база гуртожитків університету.
Університет працює з 65 закордонними партнерами, є учасником Міжнародного форуму «Innovation Market», проводить Ярмарок-Фестиваль науки. Ведеться активна праця над розширенням векторів міжнародного співробітництва вишу в азійському напрямку.
У консолідованому рейтингу ЗВО України 2019 року Східноєвропейський (тодішня назва) національний університет увійшов до числа 40 найкращих університетів України (37 місце) й у 10 найкращих вишів Західного регіону. Вчені університету посіли 10 позицію за цитованістю з-поміж університетів України та 23-тє серед ЗВО України за індексом Гірша (Scopus).
У 2022 році Центр міжнародних проєктів «Євроосвіта» в партнерстві з міжнародною групою експертів Обсерваторією академічного ранжування IREG оприлюднили шістнадцятий академічний рейтинг українських закладів вищої освіти «Топ-200 Україна 2022». Волинський національний університет імені Лесі Українки посів у рейтингу 23 місце. В 2023 році йому присуджено 26-е місце поміж українських вищих освітніх закладів Іспанською лабораторією кіберметрики.

## Відомі випускники
- Газюк Іван Ярославович (1992—2022) — молодший сержант Збройних Сил України, учасник російсько-української війни.
- Кадира Владислав Миколайович (*1979) — білоруський історик. Кандидат історичних наук, доцент.
- Луцюк Роман Йосипович (1976—2016) — солдат Збройних сил України, учасник російсько-української війни.
- Шевчук Андрій Богданович — український тренер з веслування на байдарках і каное, заслужений майстер спорту, заслужений працівник фізичної культури і спорту України.
- Ягенська Галина Василівна (*1966) — заслужений вчитель України, переможець Всеукраїнського конкурсу «Учитель року» (2004), кандидат педагогічних наук.
- Красоткіна Надія Григорівна (*1946) — українська поетеса та освітянка. Переможниця Всеукраїнського конкурсу «Класний керівник — 2004» у номінації «Вихователі шкіл-інтернатів». Співавторка науково-педагогічного проекту «Інтелект України».